# Stenotothorax gardneri
Stenotothorax gardneri är en skalbaggsart som beskrevs av Gordon 2006. Stenotothorax gardneri ingår i släktet Stenotothorax och familjen Aphodiidae. Inga underarter finns listade i Catalogue of Life.